# Project Management Institute
Le Project Management Institute est une entreprise américaine à but non lucratif, fondée en 1969, qui élabore et publie des standards relatifs à la gestion de projet et propose différentes certifications et formations en ligne dans ce domaine, ainsi que des conférences et séminaires. Son siège est à Philadelphie en Pennsylvanie (États-Unis). Elle compte d'après son site internet près de 700 000 membres répartis dans plus de 200 pays (chiffres 2023) ainsi que près de 2 millions de professionnels certifiés dans le monde.
Son PDG depuis 2022 est Pierre Le Manh, un dirigeant de double nationalité américaine et française.

## Aperçu
PMI délivre ses services à plus de cinq millions de professionnels de la gestion de projet, dont près de 700 000 membres dans 220 pays et territoires à travers le monde, avec 303 sections et 12 000 bénévoles au service de membres locaux. Ses services comprennent l'éducation et la certification professionnelle, l'élaboration de normes et standards accrédités, la recherche, l'édition, le networking, l'organisation de conférences et de séminaires. et l'accréditation de programmes universitaires.
PMI s'appuie sur des professionnels bénévoles pour créer des normes professionnelles, telles que « A Guide to the Project Management Body of Knowledge », qui a été reconnue par l'American National Standards Institute (ANSI). En 2012, l'ISO a adapté les processus de gestion de projet de la 4e édition du Guide PMBOK. Le PMBOK actuel est la 7ème édition.

## Histoire
Dans les années 1960, la gestion de projet en tant que telle a commencé à être utilisée par les industries américaines de l'aérospatiale, de la construction et de la défense. Le Project Management Institute a été fondé en 1969 par James (Jim) Snyder, Ned Engman (McDonnell Douglas Automation), Susan Gallagher (SmithKline & French Laboratories), Eric Jenett (Brown & Root) et J Gordon Davis (Georgia Institute of Technology) au Georgia Institute of Technology en 1969 en tant qu'entreprise à but non lucratif. Elle a été incorporée dans l'État de Pennsylvanie la même année. PMI a décrit ses objectifs en 1975 comme suit : « Favoriser la reconnaissance de la nécessité de professionnalisme dans la gestion de projet; fournir un forum pour échanger librement les problèmes, solutions et applications posés par la gestion de projet ; coordonner les efforts de recherche industrielle et universitaire ; développer une terminologie et des techniques communes pour améliorer la communication entre professionnels ; fournir une interface entre les utilisateurs et les fournisseurs de systèmes matériels et logiciels ; et fournir des lignes directrices pour l'enseignement et le développement des carrières dans le domaine de la gestion de projet."
Dans les années 1970, les efforts de normalisation représentaient 10 à 15 pour cent des efforts de l'institut. Les fonctions étaient exercées par l'intermédiaire du Comité de liaison professionnelle qui faisait appel et se coordonnait avec les comités de technologie, de politique de recherche et d'éducation. L'institut participa à des activités de standardisation des méthodes aux Etats-Unis par l'intermédiaire de l'American National Standards Committee XK 36.3, et à l'échelle internationale, en liaison avec un observateur désigné auprès de l'International Project Management Association européenne, alors appelée INTERNET. PMI ne traitait pas directement avec le gouvernement fédéral américain, mais un certain nombre de membres de l'organisation étaient des employés travaillant pour des agences fédérales américaines impliquées dans la gestion de projets.
Dans les années 1980, des efforts ont été déployés pour standardiser les procédures et approches de gestion de projet. PMI a produit le premier corpus de connaissances en gestion de projet (PMBOK) en 1996.[7]
À la fin des années 1990, Virgil R. Carter fut nommé Directeur Exécutif de PMI. En 2002, Carter fut remplacé par Gregory Balestrero, qui diriga en tant que PDG la société jusqu'à sa retraite en janvier 2011. Mark A. Langley lui succéda jusqu'en 2018. De mars 2019 à décembre 2021, le PDG était Sunil Prashara. Pierre Le Manh a été nommé PDG le 1er septembre 2022.

## Certifications
Lancée en 1984, la première certification professionnelle de PMI est le Project Management Professional (PMP). Il est depuis devenu la certification standard de facto en gestion de projet. En 2007, le PMP a obtenu l'accréditation ANSI/ISO/IEC 17024 de l'Organisation internationale de normalisation (ISO). En Novembre 2023, près d'un million et demi de personnes étaient d'actifs détenteurs du titre PMP.
PMI a par la suite introduit d'autres certifications. Les titulaires de titres ne doivent pas nécessairement être membres du PMI.
Pour obtenir initialement un titre PMI, les candidats doivent d’abord prouver qu’ils satisfont aux exigences requises en matière de formation et d’expérience. Ils doivent ensuite réussir un examen composé de questions à choix multiples. Pour conserver la plupart des diplômes PMI, les titulaires doivent acquérir des unités de développement professionnel (PDU), qui peuvent être obtenues de diverses manières, par exemple en suivant des cours, en assistant à des congrès mondiaux PMI, en contribuant à des recherches professionnelles ou en écrivant et en publiant des articles sur le sujet. La plupart des diplômes doivent être renouvelés tous les trois ans. Voici les certifications et informations d'identification proposées par PMI, :
- 1984 : Professionnel en gestion de projet (PMP)
- 2003 : Associé certifié en gestion de projet (CAPM)
- 2007 : Professionnel en gestion de programmes (PgMP)
- 2008 : Professionnel de la planification PMI (PMI-SP)
- 2008 : Professionnel de la gestion des risques PMI (PMI-RMP)
- 2011 : Praticien certifié Agile PMI (PMI-ACP)
- 2014 : Professionnel PMI en Business Analysis (PMI-PBA)
- 2014 : Professionnel en gestion de portefeuille (PfMP)
- 2020 : Prêt pour la gestion de projet PMI (PM Ready)
- 2020 : Discipline Agile Scrum Master (DASM)
- 2021 : Discipline Agile Senior Scrum Master (DASSM)
- 2021 : Consultant Discipline Agile Value Stream (DAVSC)
- 2021 : Coach Discipline Agile (DAC)

PMI a également fourni un titre de professionnel certifié OPM3 qui a été officiellement interrompu le 1er mars 2017. PMI n'autorise plus l'utilisation de la désignation du titre par les personnes qui l'avaient précédemment obtenue. OPM3, même s'il n'est plus ni un titre ni une publication, reste une marque déposée de PMI.

## Normes
Les normes développées et publiées par PMI se répartissent en trois catégories principales : les normes fondamentales, les cadres méthodologiques et les guides de pratiques.

### Normes fondamentales
Ces normes constituent une base pour les connaissances en gestion de projet et représentent les quatre domaines de la profession : projet, programme, portefeuille et approche organisationnelle de la gestion de projet. Ils constituent la base sur laquelle reposent les normes de pratique et les extensions spécifiques aux différents secteurs d'activité. Selon PMI, les normes sont élaborées par des professionnels bénévoles dans le cadre d'un processus ouvert et consensuel, y compris un processus d'exposé-sondage public qui permet de consulter le projet de norme et de suggérer des modifications.
Voici une liste des normes ou guides en vigueur dans la catégorie :
- Guide du corpus de connaissances en gestion de projet (Guide PMBOK) – Septième édition (2021). Reconnu par l'American National Standards Institute (ANSI) comme American National Standard ANSI/PMI 99-001-2021[4].
- Norme pour la gestion de programme – Quatrième édition (2017). Reconnu par ANSI comme norme nationale américaine ANSI/PMI 08-002-2017[13].
- Norme pour la gestion de portefeuille de projets – Quatrième édition (2017). Reconnu par ANSI comme norme nationale américaine ANSI/PMI 08-003-2017[14].
- Norme pour la gestion de la valeur acquise (2019). Reconnu par ANSI comme norme nationale américaine ANSI/PMI 19-006-2019[15].
- Norme pour la gestion des risques dans les portefeuilles, programmes et projets (2019)[16].
- Norme pour la gestion de projet organisationnel (2018)[17].
- Guide PMI d'analyse du business (2017), qui comprend la norme pour l'analyse du business[18].

### Cadres méthodologiques
Les cadres méthodologiques décrivent l'utilisation d'un outil, d'une technique ou d'un processus identifié dans le Guide PMBOK® ou d'autres normes fondamentales.
Voici une liste des normes ou guides en vigueur dans la catégorie :
- Cadre méthodologique pour l'estimation de projets – Deuxième édition (2019)[20].
- Cadre méthodologique en matière de planification – Troisième édition (2019)[21].
- Cadre méthodologique pour les structures de répartition du travail – Troisième édition (2019)[22].
- Cadre méthodologique pour la gestion de la configuration de projet (2007)[23].
- Cadre de développement des compétences en chef de projet – Troisième édition (2017)[24].

### Guides de pratiques
Les guides de pratiques fournissent des informations et des instructions complémentaires pour aider à appliquer les normes de PMI. Les guides de pratiques peuvent devenir des normes potentielles et, le cas échéant, elles sont soumises au processus d'élaboration de normes consensuelles complètes.
Voici une liste des normes ou guides en vigueur dans la catégorie :
- Gestion de la réalisation des bénéfices : un guide pratique (2019)[26].
- Guide de pratique Agile (2017)[27].
- Gestion des spécifications : un guide pratique (2016)[28].
- Gouvernance des portefeuilles, programmes et projets : un guide pratique (2016)[29].
- Analyse du business pour les praticiens : un guide pratique (2015)[30].
- Naviguer dans la complexité : un guide pratique (2014)[31].
- Gérer le changement dans les organisations : un guide pratique (2013)[32].

### Lexique PMI des termes de gestion de projet
Bien qu'il ne s'agisse pas d'une norme, d'un cadre méthodologique ou d'un guide de pratique, le lexique PMI des termes de gestion de projet propose des définitions claires et concises pour près de 200 des termes fréquemment utilisés dans la profession. Les définitions du Lexique ont été élaborées par des experts bénévoles, et les comités de normalisation du PMI sont agréés pour utiliser les termes du Lexique sans modification. La version 3.2 contient de nombreux termes révisés basés sur les demandes des comités des normes fondamentales de 2017.

## Prix
Chaque année, l'Institut décerne des prix dans le domaine de la gestion de projet, le PMI Project of the Year Award, depuis 1974; le PMI Fellow Award, depuis 1982 ; le PMI Linn Stuckenbruck Person of the Year, depuis 1976 ; le PMI Distinguished Contribution Award, depuis 1980; le PMI David I. Cleland Project Management Literature Award, depuis 1999 ; le PMI Research Achievement Award, depuis 2003; le PMI Professional Development Provider of the Year Award, depuis 2004 et le PMI Professional Development Product of the Year Award, depuis 2004.